# Assis par terre
Singles de Louisy Joseph
Mes insomnies
(2008)
Pistes de La Saison des amours
Imagine de John Lennon
Assis par terre est le premier extrait de l'album La Saison des amours de la chanteuse française Louisy Joseph. La chanson est écrite par Lionel Florence et John Mamann et réalisée par John Mamann et Olivier Reine.

## Classement par pays
| Classement (2008)                       | Meilleure position |
| --------------------------------------- | ------------------ |
| Belgique (Wallonie Ultratip 50)         | 1                  |
| Belgique (Wallonie Ultratop 50 Singles) | 9                  |
| France (SNEP)                           | 3                  |
| Suisse (Schweizer Hitparade)            | 48                 |

## Liste des titres
CD Single
1. Assis par terre - 3:36
2. La Saison des amours - 2:31

Extras - Assis par terre (vidéo)